# Ковалевская, Екатерина Валентиновна
Екатерина Валентиновна Ковалевская (17 апреля 1974, Ростов-на-Дону, СССР) — российская шахматистка, гроссмейстер среди женщин (1998), международный мастер (2004). Выпускница РГЭУ (РИНХ).

## Биография и карьера
Екатерина Ковалевская проживает в Ростове-на-Дону, где родилась 17 апреля 1974 года. Являлась учащейся Ростовской областной школы высшего спортивного мастерства № 1. Первые свои шаги в шахматах в течение 6 лет (1979—1985 г.) делала в местном шахматном клубе «Слонёнок» при Дворце культуры «Ростсельмаш». Первый её тренер — кандидат в мастера спорта по шахматам Канцын Владимир Михайлович.
Вице-чемпионка мира 2004 года, третий призёр 2000 года. Ковалевская 3 июня 2004 года уступила 3-ью партию в Матче - реванше гроссмейстеру Стефановой из Болгарии - 0,5:2,5. 
Вице-чемпионка Европы 2000 и 2001 гг. Чемпионка России 1994 и 2000 гг.
Участница шести Всемирных шахматных олимпиад в составе женской сборной России (1994, 1998, 2000, 2002, 2004, 2006).
В составе сборной России заняла первое место в командном чемпионате Европы по шахматам среди женщин, который проходил в Греции в 2007 году.

## Изменения рейтинга
| Графики недоступны из-за технических проблем. См. информацию на Фабрикаторе и на mediawiki.org. |